# 阿尼桥湍蛙
阿尼桥湍蛙（学名：Amolops aniqiaoensis）是蛙科湍蛙属的一种，因于中国西藏自治区墨脱县的阿尼桥首次发现，故名。本种与山湍蛙相近，但成蛙下颌前端齿状骨突明显，前胸部有一明显的“八”形斑。